# Фала II
Фала II је насеље у Италији у округу Сиракуза, региону Сицилија.
Према процени из 2011. у насељу је живело 96 становника. Насеље се налази на надморској висини од 35 м.